# Manifestação na Alexanderplatz
A Manifestação na Alexanderplatz ( em alemão: Alexanderplatz-Demonstration) foi uma manifestação a favor de reformas políticas e contra o governo da República Democrática Alemã na Alexanderplatz, em Berlim Oriental, no sábado, 4 de novembro de 1989. Com entre meio milhão e um milhão de manifestantes, foi uma das maiores manifestações da história da Alemanha Oriental e um marco da revolução pacífica que levou à queda do Muro de Berlim e à reunificação alemã. A manifestação foi organizada por atores e funcionários de teatros em Berlim Oriental. Foi a primeira manifestação na história da Alemanha Oriental que foi organizada por indivíduos privados e foi autorizada pelas autoridades. Os oradores durante a manifestação foram membros da oposição, representantes do regime e artistas, e incluíram os dissidentes Marianne Birthler e Jens Reich, o escritor Stefan Heym, o ator Ulrich Mühe, o ex-chefe do serviço de inteligência estrangeira da Alemanha Oriental Markus Wolf e o membro do Politburo Günter Schabowski.

## Contexto e preparativos
No início de outubro de 1989, as autoridades da Alemanha Oriental celebraram o 40º aniversário da República Democrática Alemã. Ao mesmo tempo, tiveram que enfrentar protestos crescentes em todo o país e um êxodo em massa de seus cidadãos para a Alemanha Ocidental via Hungria e as embaixadas da Alemanha Ocidental em Praga e Varsóvia. Em 18 de outubro, membros reformistas do Politburo forçaram Erich Honecker a renunciar ao cargo de presidente do conselho de estado e secretário-geral do Partido Socialista Unificado da Alemanha (SED). Ele foi substituído pelo um pouco menos linha-dura Egon Krenz, que se tornou o novo líder do partido e presidente do conselho de estado alguns dias depois. Em seu discurso inaugural, ele usou o termo Die Wende (lit. Mudança) e prometeu reformas políticas. Mais tarde, ele ordenou a cessação de todas as ações policiais contra os manifestantes e reabriu a fronteira anteriormente fechada com a Tchecoslováquia. Poucos dias depois, a 23 de Outubro, mais de 300.000 pessoas juntaram-se à manifestação de segunda-feira em Leipzig, e muitas mais em outros protestos por todo o país.
A manifestação na Alexanderplatz foi a primeira manifestação oficialmente permitida na Alemanha Oriental que foi organizada por indivíduos e não pelas autoridades. A primeira ideia para uma manifestação na Alexanderplatz, no centro da capital da Alemanha Oriental, veio de atores e funcionários de teatros em Berlim Oriental, que foram atingidos pelos ataques a manifestantes pacíficos pela Volkspolizei e pela Stasi durante as comemorações do 40º aniversário da Alemanha Oriental em 7 de outubro de 1989. Em 15 de outubro de 1989, às 11h, uma assembleia de atores e funcionários de teatros em Berlim Oriental se reuniu no Deutsches Theater e decidiu realizar uma manifestação pela democratização e contra o governo da Alemanha Oriental. Não foi a primeira reunião, pois em 7 de outubro, o 40º aniversário da República Democrática Alemã, atores do Volksbühne convidaram seus colegas para discutir a situação política. O pedido de autorização para realizar uma manifestação foi submetido dois dias depois às autoridades por Wolfgang Holz, do Berliner Ensemble. O pedido foi recebido com confusão pelo SED e pela Stasi, que não conseguiam decidir se proibiam, permitiam ou subvertiam a manifestação planeada. Após longas deliberações, as autoridades decidiram, a 26 de Outubro, permitir a manifestação. Os organizadores prepararam uma lista de oradores, incluindo representantes do regime, membros da oposição e artistas. Depois de terem permitido a manifestação, as autoridades tentaram subverter a manifestação espalhando rumores – rumores como o de que o hospital Friedrichshain estava a agendar turnos extra para os seus médicos, que a Reichsbahn alemã estava a transportar agentes provocadores para Berlim ou que os manifestantes estavam a planear marchar em direcção ao Portão de Brandemburgo, no Muro de Berlim. Ao mesmo tempo, os organizadores contrataram agentes que usariam uma faixa amarela com as palavras "Sem violência!".

## Demonstração

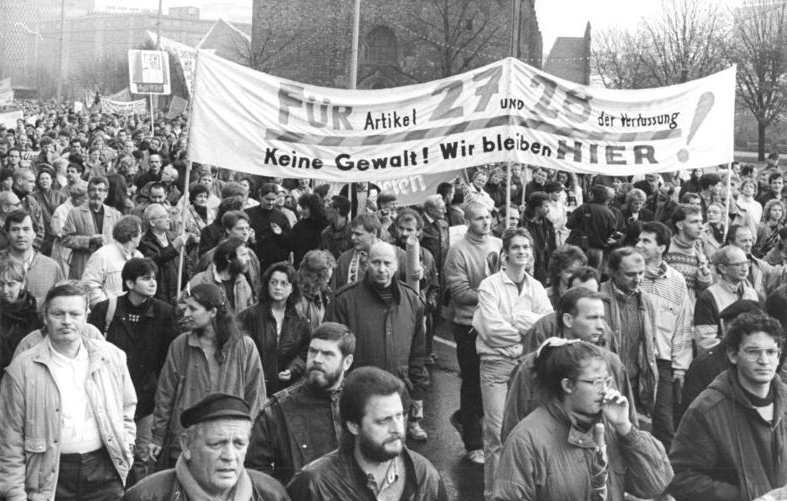
Manifestantes referindo-se aos parágrafos 27 e 28 da constituição da Alemanha Oriental

Em 4 de novembro de 1989, a manifestação começou às 9h30 com uma marcha de protesto até a Alexanderplatz, no centro de Berlim Oriental. Às 11h, os primeiros manifestantes chegaram à Alexanderplatz. Os mais de 500.000 manifestantes vieram não apenas de Berlim Oriental, mas de toda a Alemanha Oriental. Milhares de faixas exibiam os slogans que já eram usados por centenas de milhares de manifestantes em outras cidades da Alemanha Oriental durante as manifestações ainda ilegais de segunda-feira . Nem a abertura do Muro de Berlim nem uma possível reunificação alemã estavam entre as demandas. Em vez disso, os manifestantes se concentraram na democratização da Alemanha Oriental, com referências aos parágrafos 27 e 28 da constituição da Alemanha Oriental, que em teoria, mas não na prática, garantiam a liberdade de expressão e a liberdade de reunião.

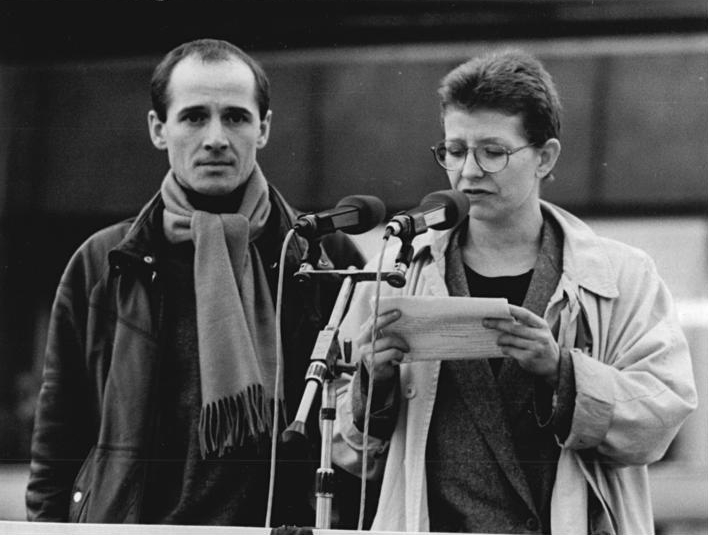
Os atores Ulrich Mühe e Johanna Schall durante a manifestação

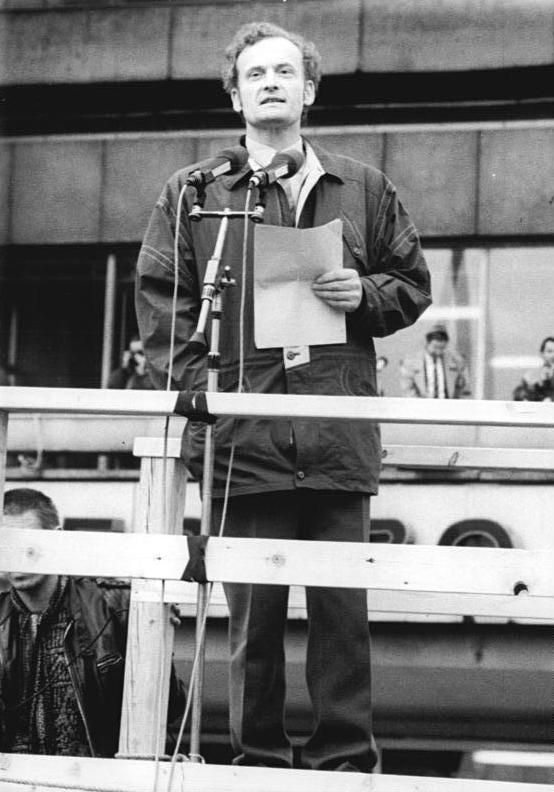
Friedrich Schorlemmer discursando

Os discursos de abertura foram feitos por Marion van de Kamp, Johanna Schall, Ulrich Mühe e Jan Josef Liefers, que eram atores de teatro de Berlim Oriental. Ulrich Mühe, ator do Deutsches Theater exigiu em seu discurso a abolição do primeiro parágrafo da constituição da Alemanha Oriental que garantia o papel de liderança do Partido Socialista Unificado da Alemanha. Nas três horas seguintes, uma série de oradores expressaram suas demandas por reformas democráticas na Alemanha Oriental. A manifestação de três horas de duração foi televisionada ao vivo pela televisão da Alemanha Oriental, incluindo as cenas de representantes do regime sendo vaiados e vaiados pelos manifestantes. Mais tarde, a dissidente Bärbel Bohley diria sobre Markus Wolf, ex-chefe do serviço de inteligência estrangeira da Alemanha Oriental e orador durante a manifestação:
| “ | Quando vi que suas mãos tremiam porque as pessoas estavam vaiando, disse a Jens Reich: Podemos ir agora, agora acabou. A revolução é irreversível." | ” |

Os palestrantes foram, em ordem de aparição: o advogado Gregor Gysi, Marianne Birthler do grupo de oposição Iniciativa pela Paz e Direitos Humanos, Markus Wolf, Jens Reich do grupo de oposição Novo Fórum, o político do LDPD Manfred Gerlach, o ator Ekkehard Schall, o membro do Politburo do SED Günter Schabowski, o escritor Stefan Heym, o teólogo e dissidente Friedrich Schorlemmer, a escritora Christa Wolf, o ator Tobias. Langhoff, o diretor de cinema Joachim Tschirner, o dramaturgo Heiner Müller, o reitor da universidade Lothar Bisky, o estudante universitário Ronald Freytag, o escritor Christoph Hein, o estudante húngaro Robert Juhoras e a atriz Steffie Spira.

## Faixas e cartazes
O slogan de protesto mais frequentemente usado nas manifestações de segunda-feira, bem como na manifestação de Alexanderplatz, foi "Nós somos o povo" (em alemão: Wir sind das Volk) que se tornou "Somos um povo" (em alemão: Wir sind ein Volk) após a queda do Muro de Berlim, mudando assim a natureza das manifestações. Muitos outros slogans e faixas foram documentados por fotografias e por uma exposição no Deutsches Historisches Museum : 
| - "Mudança sem "ses" e "mas"" ("Wende ohne wenn und aber") - "Direitos civis não apenas no papel" ("Bürgerrechte nicht nur auf Papier") - "Reabilitar Robert Havemann" ("Rehabilitiert Robert Havemann") - "Privilégios para todos" ("Privilegien für alle") - "Socialismo sim, Egon não" ("Sozialismus ja, Egon nein") - "Sem mentiras – novas pessoas" ("Keine Lügen – neue Leute") | - "Novos pensamentos em cabeças velhas?" ("Neues Denken in alten Köpfen?") - "Democracia para o SED" ("Demokratie für die SED") - "Nenhum método nazista no sistema penal" ("Keine Nazimethoden im Strafvollzug") - "Casa aberta em Wandlitz" ("Tag der offenen Tür in Wandlitz") - "Sindicato independente!" ("Unabhängige Gewerkschaft!") - "40 anos são suficientes" ("40 Jahre sind genug") |

## Comemorações
No início de 1990, faixas da manifestação foram usadas para decorar e cobrir as exibições da então politicamente obsoleta exposição permanente "Pátria Socialista RDA" no Deutsches Historisches Museum . Em meados de 1994, faixas e outros artefatos da manifestação foram adicionados permanentemente ao acervo do museu e exibidos em uma exposição na manifestação da Alexanderplatz. As faixas foram preservadas por Henning Schaller, cenógrafo do Teatro Maxim-Gorki, que pediu aos participantes que deixassem as faixas para que pudessem ser recolhidas para uma exposição de arte. Para marcar o décimo aniversário, em 1999, uma série de eventos sob o título "Nós éramos o povo" (em alemão: Wir waren das Volk) foram realizadas em Berlim.